# Edwin Jacob Garn
Edwin Jacob Garn (ur. 12 października 1932 w Richfield w Utah) – astronauta i polityk amerykański związany z Partią Republikańską.

## Życiorys
W latach 1974–1993 był przedstawicielem stanu Utah w Senacie Stanów Zjednoczonych.
W 1985 roku został pierwszym w historii urzędującym członkiem Kongresu Stanów Zjednoczonych, który odbył lot w kosmos. Miało to miejsce od 12 do 19 kwietnia, gdy Garn wziął udział w misji STS-51-D na pokładzie wahadłowca kosmicznego Discovery jako specjalista ładunku. Garn spędził w przestrzeni kosmicznej ponad 167 godzin orbitując wokół Ziemi 110 razy. Przebieg lotu spowodował u niego najcięższą z obserwowanych do tego czasu reakcję ludzkiego organizmu na stan nieważkości i dlatego skala stopniująca te reakcje została żartobliwie nazwana skalą Garna.
Stowarzyszenie Uczestników Lotów Kosmicznych (Association of Space Explorers) przyznało mu Universal Astronaut Insignia za lot orbitalny (nr 164).